# فيلافرانكا في لونيجيانا
فيلافرانكا في لونيجيانا، هي كوموني (بلدية) في مقاطعة ماسا وكارارا في المنطقة الإيطالية توسكانا،وتقع على بعد حوالي120 كيلومتر (75 ميل) شمال غرب فلورنسا وحوالي 35 كيلومتر (22 ميل) شمال غرب ماسا.
يقع على طريق فرانشيجينا،وقد حافظ على جزء من المركز التاريخي للعصور الوسطى. في فراتسيوني من موكروني هو كنيسة صغيرة من سان ماوريتسيو،من 13th قرون-14.